# سي آر إتش 2
سي ار اتش 2 (بالصينية: 和谐号) هو قطار كهربائي موجود في الصين ، صنع هذا القطار عن طريق الشركة اليابانية شينكانسن وبدأ عمل هذا القطار في السكك الحديدية الصينية منذ سنة 2007.

## معرض صور

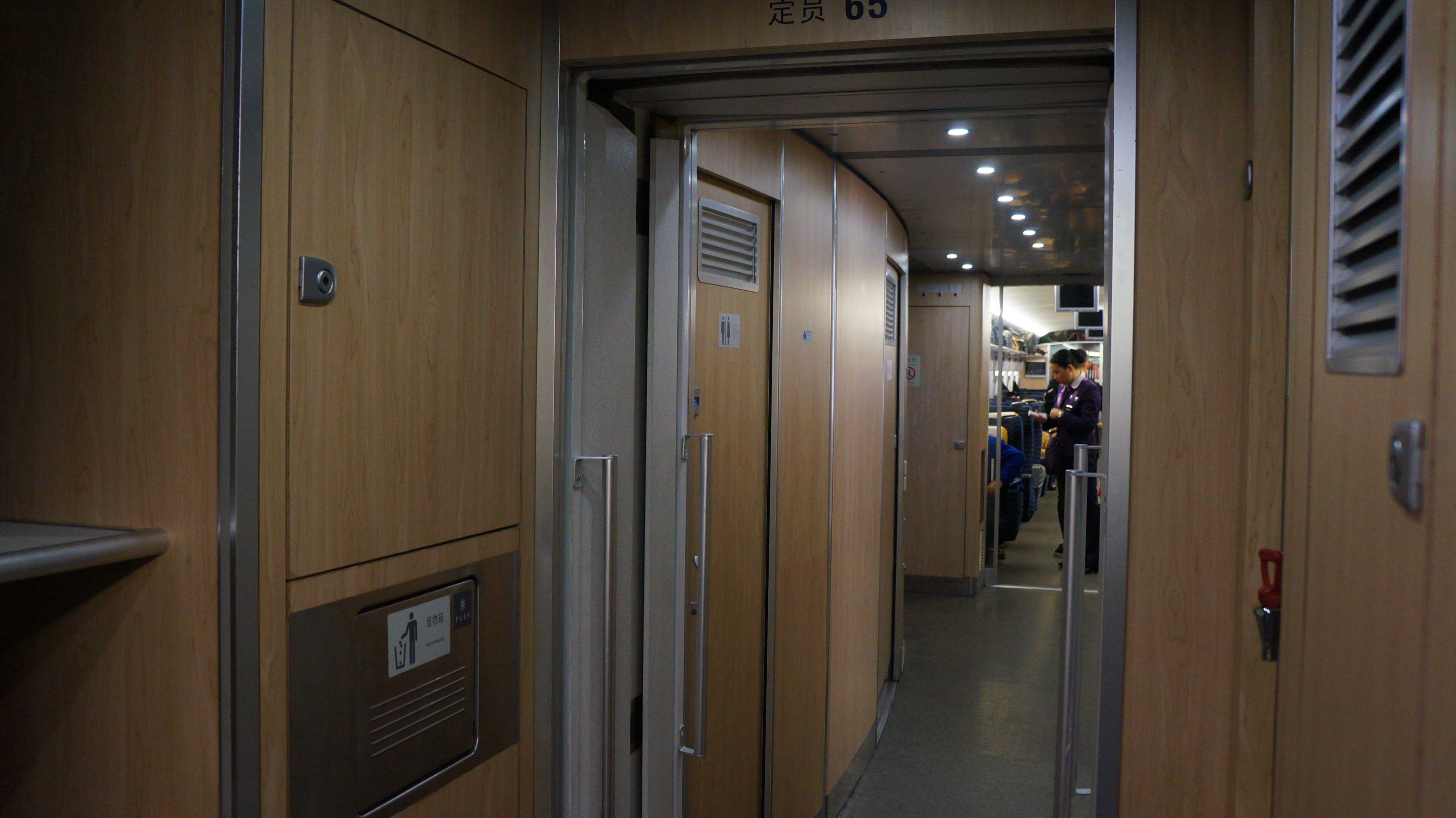
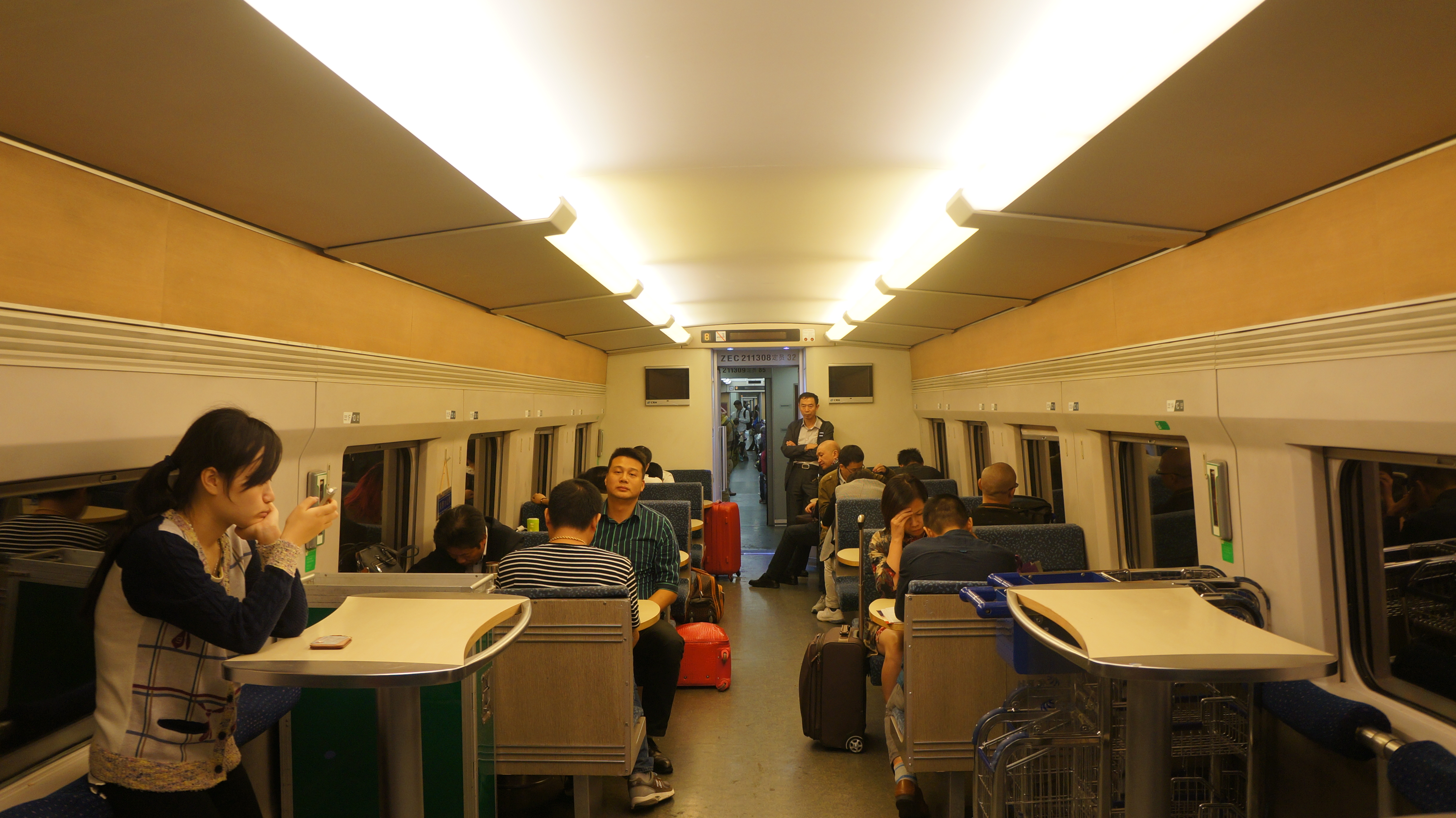
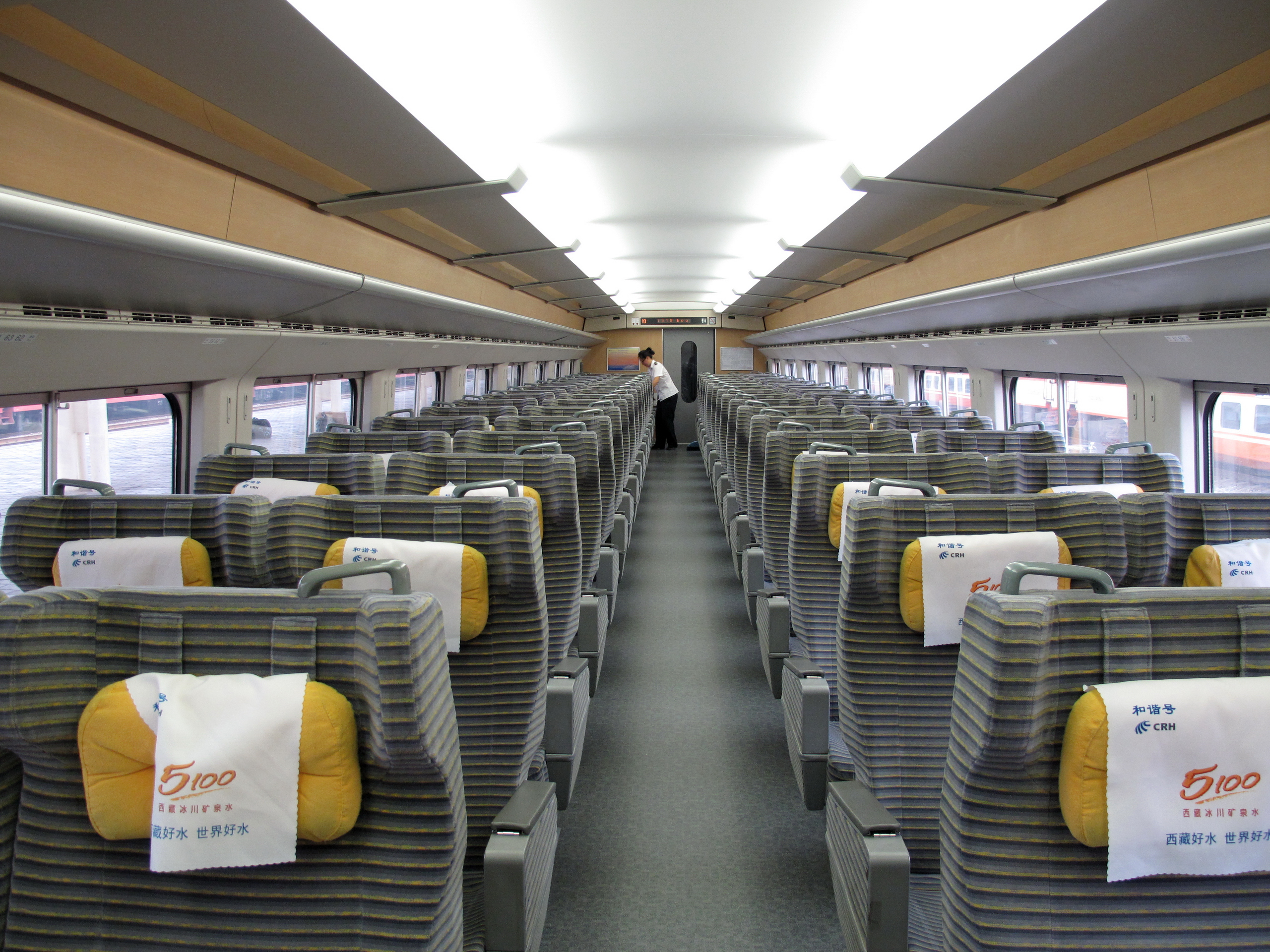
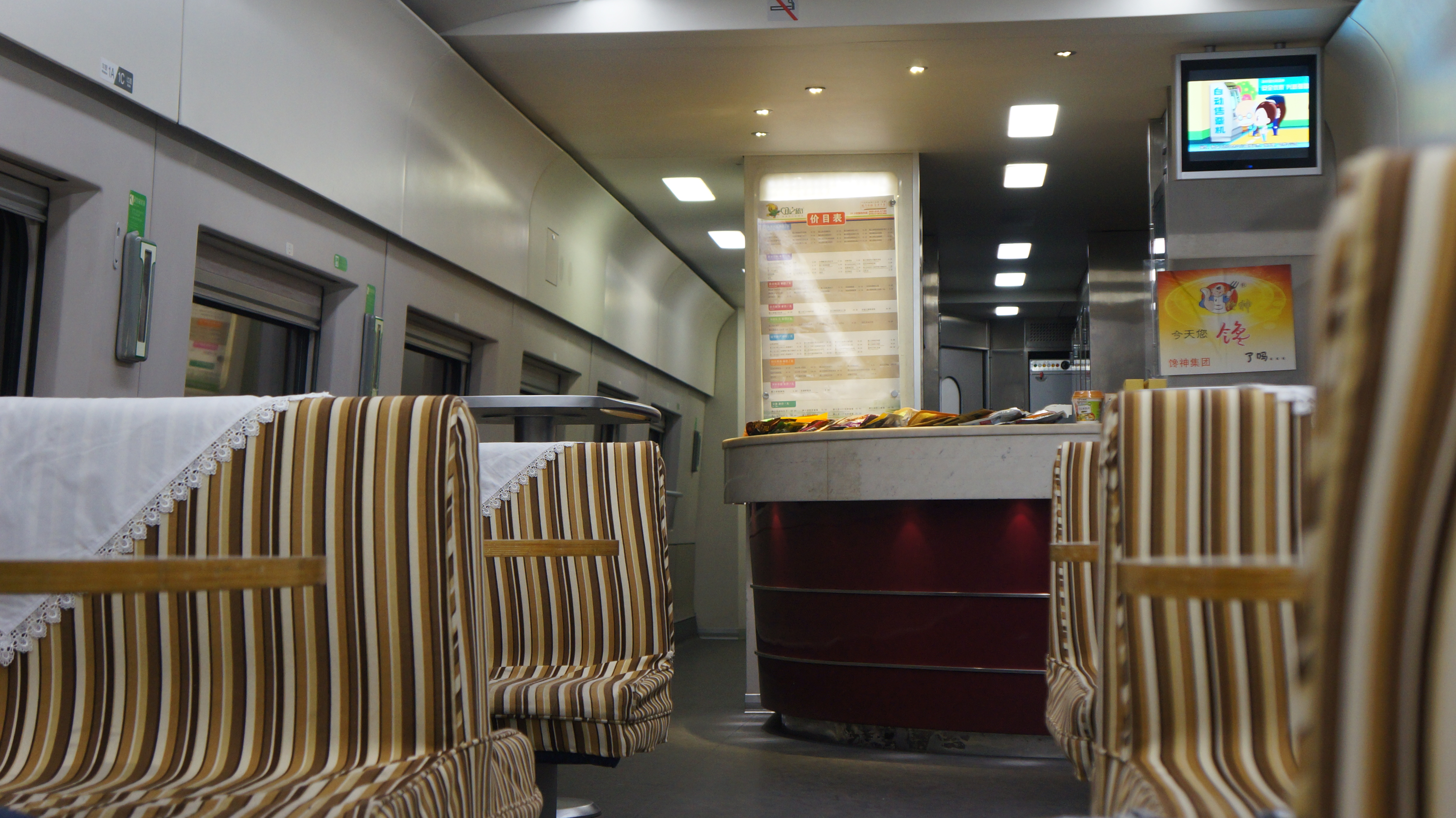
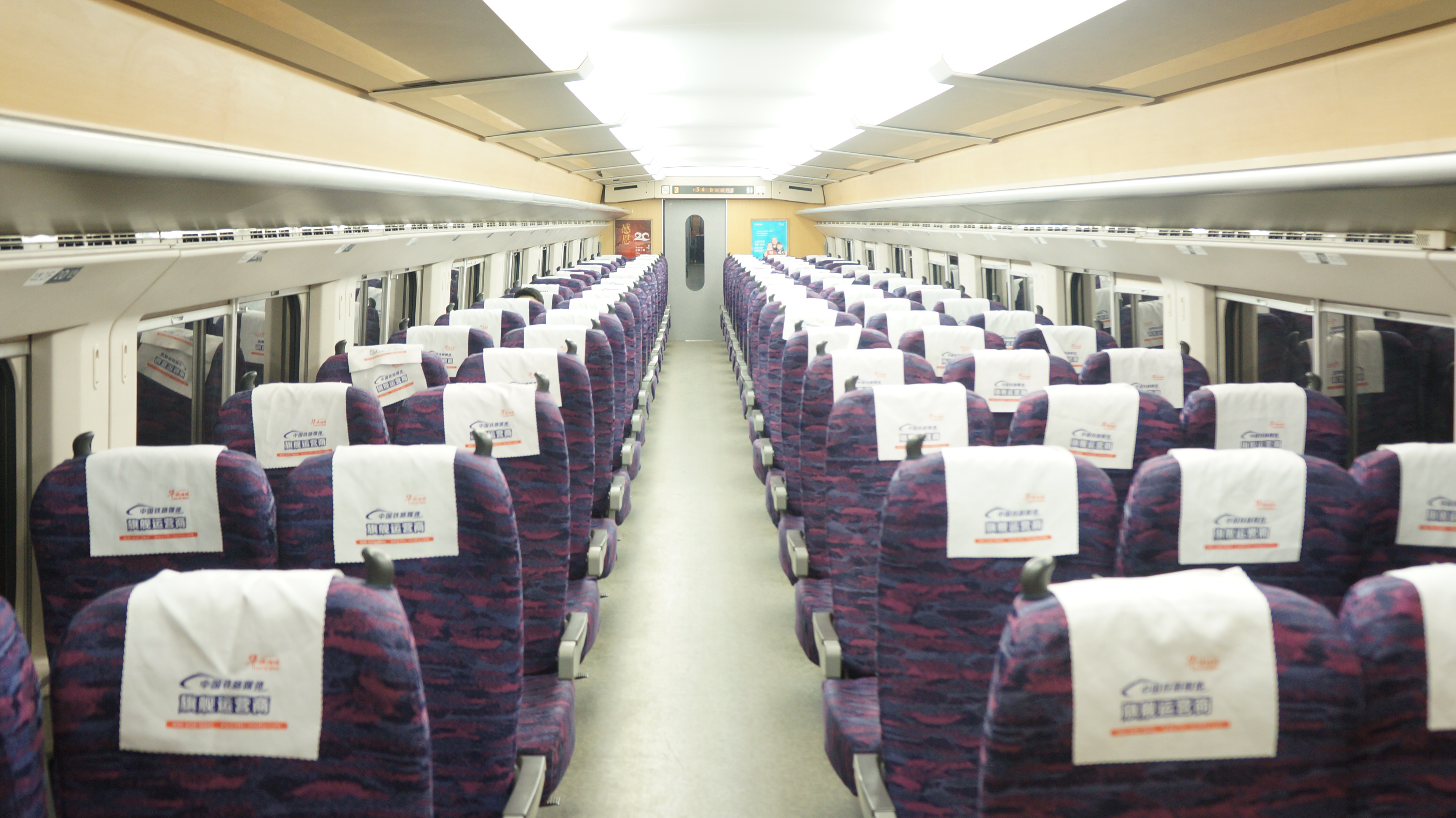